# تئوبالد سوم شامپانی
تئوبالد سوم شامپانی (فرانسوی: Thibaut‎; ۱۳ مهٔ ۱۱۷۹ – ۲۴ مهٔ ۱۲۰۱)، کنت شامپانی از سال ۱۱۹۷ تا زمان مرگش بود. وی پسر کوچکتر هنری یکم، کنت شامپانی و مری دو فرانس بود که در جریان جنگ صلیبی چهارم از رهبران اصلی نیروهای صلیبی محسوب می‌شد.